# ユーザー (コンピュータ)

コンピュータプログラムやウェブサイトでは、しばしばユーザーを抽象的な人のアイコンで表現する。

ユーザー（user）とは、コンピュータやネットワークサービスを利用する人のことである。 
多くの場合、ユーザーはユーザーアカウントを持ち、ユーザー名によってシステムに対して識別される。ユーザー名の他の用語として、ログイン名、スクリーン名、アカウント名、ニックネーム、ハンドル（市民バンド無線の同じ用語に由来）があげられる。
ソフトウェア製品の中には、他のシステムにサービスを提供し、直接のエンドユーザーを持たないものもある。

## エンドユーザー
エンドユーザーは、ソフトウェア製品の最終的な人間の利用者（オペレーターとも呼ばれる）である。エンドユーザーは、システムオペレーター、データベース管理者、コンピューター技術者のような、製品をサポートまたは保守するユーザーとは対照的な存在である。この用語は、ソフトウェアを使用するだけの人々を、エンドユーザー向けにソフトウェアを向上させるシステムの開発者と区別し、抽象化するために用いられる。また、ユーザー中心設計では、ソフトウェアの開発費を負担する顧客や、ソフトウェアを直接使用しないがその要件の確立を支援するその他の利害関係者から、ソフトウェアのオペレーターを区別する。この抽象化は、主にユーザーインタフェースの設計に役立ち、想定される多くのユーザーに共通するであろう特性に関する部分集合を表す。
ユーザー中心設計では、ユーザーの種類を表すためにペルソナを作成する。ペルソナごとに、慣れているユーザーインターフェイスの種類（これまでの経験、またはインターフェイスの単純さのため）、および特定の分野や訓練での技術的な専門知識や度合いが指定されることがある。エンドユーザーのカテゴリーに制約がほとんど課せられていない場合、特に一般の人々が使うプログラムを設計する場合、最小限の技術的な専門知識または過去の教練を期待するのが一般的である。
エンドユーザー開発の分野では、ユーザーと開発者の間の典型的な区分が曖昧になる。これは、プロの開発者ではない人々が、プログラミング言語の重要な知識なしに、自動化された動作や複雑なデータオブジェクトを作成する活動や技術のことを指す。
他のシステムまたはソフトウェアエージェントをアクター（役割をもつ実体）とするシステムには、直接のエンドユーザーは存在しない。

## ユーザーアカウント
ユーザーアカウントを用いると、ユーザーはシステムに対して認証を行い、そのシステムによって提供される、またはそのシステムに接続された資源を利用するための認可を受けることが可能となる。ただし、認証は承認を意味するものではない。アカウントにログインするために、ユーザーは通常、課金、セキュリティ、ロギング、およびリソース管理の目的で、パスワードまたは他の資格証明書を用いて自分自身を認証することが要求される。
ユーザーがログオンすると、オペレーティングシステムは多くの場合、ID相関と呼ばれるプロセスを通じて、（ユーザー名ではなく）整数などの識別子を使用してユーザーを参照する。Unixシステムでは、ユーザー名はユーザー識別子またはユーザーID（user ID）に関連付けられる。
コンピュータシステムは、利用しているユーザーの種類に基づいて、次の2つのいずれかに分類される。
- シングルユーザーシステムは、複数のユーザーアカウントという概念はない。
- マルチユーザーシステムにはそのような概念があり、ユーザーはシステムを使用する前に自分自身を識別する必要がある。

マルチユーザーシステムの各ユーザーアカウントは、通常、そのユーザーの活動のみに関連するファイルを保存するためにホームディレクトリを持つ。これは、他のユーザーからのアクセスから保護されている（システム管理者はアクセスできるかもしれない）。多くの場合、ユーザーアカウントには、そのアカウントの所有者が提供した基本情報を含むパブリックユーザープロファイルが含まれている。ホームディレクトリ（およびシステム内の他のすべてのディレクトリ）に保存されているファイルはファイルシステムのアクセス許可を持ち、オペレーティングシステムによって検査され、ファイルの読み取り、実行、またはそのディレクトリに新しいファイルを保存するためのアクセス権が与えられるユーザーが決定される。
システムは、ほとんどのユーザーアカウントが一人だけで使用されることを想定しているが、多くのシステムには、匿名FTPのユーザー名「anonymous」やゲストアカウントのユーザー名「guest」など、誰でもシステムを使用できることを目的とした特別なアカウントがある。

### パスワードの保存
Unixシステムでは、ローカルユーザーアカウントはファイル/etc/passwdに保存され、一方、ユーザーパスワードは/etc/shadowにハッシュ形式で保存されるものがある。
Microsoft Windowsでは、ユーザーパスワードはCredential Managerプログラムでアクセスできる。これらのパスワードは、Windowsプロファイルディレクトリ内に格納されている。

### ユーザー名の形式
さまざまなコンピュータのオペレーティングシステムとアプリケーションは、ユーザー名の形式について独自の規則を要求し実施している。
たとえば、Microsoft Windows環境では、次の形式が用いられることに注意を要する。
- ユーザプリンシパル名形式 - 例： UserName@Example.com
- ダウンレベルログオン名形式 - 例： DOMAIN\UserName

## 用語
一部のユーザビリティ専門家は、「ユーザー」という用語が嫌いだと表明し、それを変更することを提案している。ドナルド・ノーマンは、「私たちが使っている恐ろしい言葉の1つは『ユーザー（user）』である。私は『ユーザー』という言葉をなくすために十字軍に加わっている。私は彼らを『人（people）』と呼びたい。」と述べている。
コンピュータシステムやソフトウェア製品のユーザーは、一般に、それらがどのように機能するかを完全に理解するのに必要な技術的専門知識が十分でない。パワーユーザーは、プログラムの高度な機能を用いるが、必ずしもコンピュータのプログラミングやシステム管理ができるとは限らない。

## 参照項目
- 1%の法則 - ウェブサイトのユーザーのうち1％だけがコンテンツを追加し、残りの99％は読むだけいう経験則
- 匿名掲示板 - インターネット上の電子掲示板で、ユーザー名を使用せずに書き込めるもの
- 偽名 - 特定の目的のために、本来の名前とは異なる架空の名前を想定すること（ペンネーム、仮名）
- エンドユーザー・コンピューティング - プログラマーでなくとも動作するアプリケーションを作成できるシステム
- エンドユーザー・データベース - 個々のエンドユーザーによって開発されたデータの集まり
- エンドユーザー開発 - プロフェッショナルな開発者ではない人がプログラミング作業を行えるような技術
- たこユーザー（英語版） - 迷惑で、愚かで、いらいらするコンピュータユーザーを指すインターネット用語
- ニックネーム - 身近な人、場所、物の固有名詞の代用
- ユーザーエクスペリエンス - ユーザーが製品やシステム、サービスと関わり、体験すること